# Claudio Silvano
Claudio Silvano (latino: Claudius Silvanus; Gallia, ... – Colonia Agrippina, 7 settembre 355) è stato un generale e politico romano, usurpatore in Gallia contro l'imperatore Costanzo II per 27 giorni nel 355.

## Origini e carriera
Silvano, che era cristiano, nacque in Gallia. Era figlio del generale franco Bonito, il quale aveva servito sotto Costantino I nella sua campagna contro Licinio. Sostenne l'usurpazione di Magnenzio contro Costante I (350), ma Silvano defezionò in favore di Costanzo II poco prima della battaglia di Mursa Maggiore, in cui l'usurpatore fu sconfitto (351).

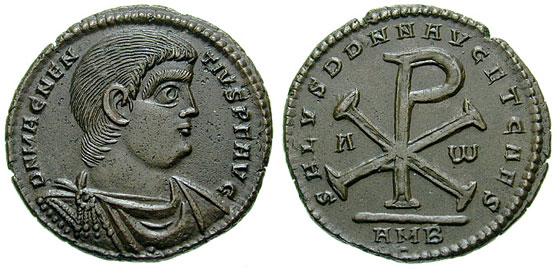
Moneta coniata nel nome di Magnenzio. Claudio Silvano sostenne l'usurpatore contro il legittimo imperatore Costante I, ma Silvano passò dalla parte di Costanzo II poco prima della battaglia in cui Magnenzio fu sconfitto.

Sotto Costanzo salì la gerarchia militare fino a diventare magister peditum per Gallias, comandante in capo dell'esercito di Costanzo. L'imperatore gli affidò il compito di respingere le tribù germaniche, prevalentemente Alemanni, che stavano attaccando la Gallia : Silvano portò a termine il proprio compito sia corrompendo, con le tasse da lui fatte raccogliere, parte dei capitribù dei Germani sia sconfiggendo con le armi le restanti tribù coinvolte nell'invasione e reprimendo le locali insurrezioni dei Bagaudi, che si erano nuovamente accese nella Gallia centrale e settentrionale (352-353).

## Processo e rivolta

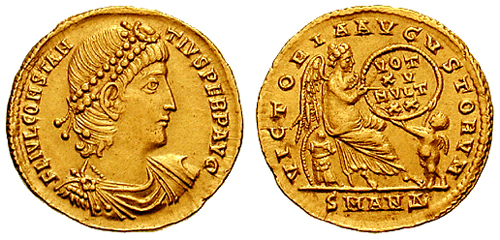
Solido di Costanzo II. L'imperatore ordinò un processo a Silvano per l'accusa, fabbricata dai suoi cortigiani, di tradimento. Silvano, ritenendosi già condannato, si proclamò imperatore.

Alcuni dei cortigiani dell'imperatore riuscirono a persuadere Costanzo che Silvano stava progettando di prendere il potere. Secondo Ammiano Marcellino, il prefetto del pretorio Volusiano Lampadio e il ministro Eusebio utilizzarono una spugna per alterare una lettera inviata da Silvano ad alcuni suoi amici a Roma. La lettera corrotta suggeriva che Silvano stesse provando a guadagnarsi supporto in città per un colpo di Stato. Silvano aveva contro tutti i collaboratori di Costanzo, a parte i generali franchi Malarico e Mallobaude: i cortigiani Apodemio e Dinamio composero persino nuove lettere false.
Costanzo mise sotto processo Silvano, ma i suoi alleati riuscirono a difenderlo dalle accuse infondate. Silvano però, non sapendo del successo dei suoi amici, pensò di difendersi dal pericolo di essere condannato proclamandosi effettivamente imperatore, l'11 agosto 355 a Colonia Agrippina (moderna Colonia, Germania).

## Morte
Costanzo ordinò a Silvano di venire presso di lui a Milano, dando ad Ursicino l'incarico di andare a sostituire Silvano. Essendo Ursicino stesso in contrasto con i collaboratori di Costanzo, Silvano si fidò del generale e, ricevuta da questi la lettera di convocazione di Costanzo in cui non si faceva parola della sua ribellione , si considerò salvo.
Ursicino, però, corruppe alcuni uomini di Silvano, i quali uccisero la sua guardia e, traendolo fuori dalla chiesa in cui stava pregando, lo scannarono, ponendo fine al suo regno di soli ventotto giorni. Lasciò un figlio, ostaggio di Costanzo, che però venne risparmiato.
È stata avanzata l'ipotesi che Ammiano abbia inventato la storia del colpo di Stato per giustificare l'assassinio di Silvano da parte di Ursicino, patrono dello storico. Secondo questa teoria, Costanzo si era ingelosito del popolare generale franco e ne aveva offerto il posto a Ursicino, il quale avrebbe assassinato il collega a seguito di un avvicendamento burrascoso. A supporto di questa tesi si è portato il fatto che Silvano non ha coniato alcuna moneta a proprio nome, a differenza di altri usurpatori di breve vita, quali Pemenio.
La tesi di un colpo di Stato inventato, però, è rigettata dalla maggioranza degli studiosi. La mancanza di monete coniate da Silvano viene spiegata col fatto che Treviri, la città più vicina a Colonia che avesse una zecca, aveva chiuso le sue porte a Silvano.